# Trofeo Matteotti 2007
Il Trofeo Matteotti 2007, sessantaduesima edizione della corsa e valida come evento dell'UCI Europe Tour 2007 categoria 1.1, si svolse il 12 agosto 2007 su un percorso totale di circa 188,5 km. Fu vinto dall'italiano Filippo Pozzato che terminò la gara in 4h46'53", alla media di 39,424 km/h.
Partenza con 138 ciclisti, dei quali 51 portarono a termine il percorso.

## Ordine d'arrivo (Top 10)
| Pos. | Corridore            | Squadra       | Tempo    |
| ---- | -------------------- | ------------- | -------- |
| 1    | Filippo Pozzato      | Liquigas      | 4h46'53" |
| 2    | Alessandro Bertolini | Diquigiovanni | s.t.     |
| 3    | Luca Mazzanti        | Panaria       | s.t.     |
| 4    | Andrea Masciarelli   | Acqua & Sap.  | s.t.     |
| 5    | Sergej Klimov        | Tinkoff       | a 3"     |
| 6    | Daniele Pietropolli  | Tenax         | a 24"    |
| 7    | Wolodymyr Sahorodnij | OTC Doors     | s.t.     |
| 8    | Pasquale Muto        | Miche         | s.t.     |
| 9    | Leonardo Moser       | Diquigiovanni | a 28"    |
| 10   | Dainius Kairelis     | Amore & Vita  | a 1'18"  |